# Mont Marcus Baker
El Mont Marcus Baker (en anglès Mount Marcus Baker), amb 4.016 msnm, és el punt culminant de les Muntanyes Chugach, a Alaska. Es troba a uns 120 km a l'est d'Anchorage. Aquest cim té una prominència molt alta per la seva proximitat al mar, sent uns dels 75 primers del món.
En un primer moment fou anomenat "Mont Saint Agnes" per James W. Bagley, però el 1924 fou modificat i se li posà el nom actual en record del cartògraf Marcus Baker.
La primera ascensió del cim fou fet el 19 de juny de 1938 per Bradford Washburn, sent la ruta normal la que puja per la cara Nord. Tot i ser força més baix que el Mont McKinley, la seva dificultat és similar per la llunyania del cim i la llargada resultat de l'aproximació i l'ascens.

## Enllaçox externs
- Marcus Baker a topozone.com
- Marcus Baker a bivouac.com
- Cims d'Alaska segons la seva prominència (anglès)